# Carlo Payer
Carlo Payer (Milano, 25 ottobre 1890 – Chiavenna, 29 ottobre 1978) è stato un calciatore italiano di ruolo di centrocampista, che ha giocato nell'Inter e nella Juventus.

## Carriera
Tra i giocatori che vinsero il campionato 1909-1910 c'è anche lui, centrocampista centrale o mediano di spinta: immancabile nella formazione del primo Scudetto vinto dai milanesi. Alla fine della stagione 1911-1912 lascia la società nerazzurra. Fece il suo esordio nella Juventus contro il Racing Libertas il 12 ottobre 1913 in una vittoria per 3-1, mentre la sua ultima partita fu contro il Genoa il 21 giugno 1914 in una sconfitta per 4-1. Nella sua unica stagione bianconera collezionò 21 presenze e 6 reti.
Si è spento nel 1978 all'età di 88 anni.

## Statistiche

### Presenze e reti nei club
| Stagione        | Club            | Campionato      | Campionato | Campionato |
| Stagione        | Club            | Comp            | Pres       | Reti       |
| --------------- | --------------- | --------------- | ---------- | ---------- |
| 1909-1912       | Inter           | Prima Categoria | 50         | 8          |
| 1913-1914       | Juventus        | Prima Categoria | 21         | 6          |
| Totale Juventus | Totale Juventus |                 | 71         | 14         |
| Totale carriera | Totale carriera |                 | 71         | 14         |

## Palmarès
- Campionato italiano: 1

Inter: 1909/1910